# Oryctes amberiensis
Oryctes amberiensis är en skalbaggsart som beskrevs av Sternberg 1910. Oryctes amberiensis ingår i släktet Oryctes och familjen Dynastidae.

## Underarter
Arten delas in i följande underarter:
- O. a. pauliani
- O. a. voissati